# Bro Leon
Bro Leon és un dels nou broioù (països) en què és dividida la Bretanya històrica, que forma part des del 1790 de la part septentrional del departement del Finisterre, del Konk-Leon a Montroulez amb Landerneau com a límit meridional. El territori agrupa actualment 112 municipis sobre 2.019 km² i té 405 082 habitants segons el cens del 1999. La ciutat més important és el port de Brest.
Segons la tradició, fou cristianitzada per Sant Pol Aurelià amb britànics procedents de la Dumnònia. Desembarcaren en el segle VI a Konk Leon i es van estendre per Bro Dreger i Bro Kernev. Segons la tradició, és considerat el primer bisbe de Leon pel rei merovingi Khildebert I.
El 919 patí incursions dels normands i cap al 1000 fou posat sota la jurisdicció del bisbat de Tours, alhora que s'establien els límits geogràfics actuals. També es va començar a construir la catedral a Kastell Paol, que no s'acabaria fins al segle xv.
Malgrat l'arribada de nombrosos calvinistes a Montroulez el 1530, el protestantisme sempre fou feble al territori, i tant el Concili de Trento com l'Edicte de Nantes no hi tingueren gaire repercussió. El 1790 fou atribuït al nou departament de Finisterre, però ha subsistit com a divisió eclesiàstica.